# Calanthe parvilabris
Calanthe parvilabris är en orkidéart som beskrevs av Rudolf Schlechter. Calanthe parvilabris ingår i släktet Calanthe och familjen orkidéer. Inga underarter finns listade i Catalogue of Life.